# ヴィンテージ (お笑いコンビ)
ヴィンテージは、かつて太田プロダクションに所属していたお笑いコンビ。2000年結成、2017年4月3日解散。

## メンバー
- 武井俊祐（たけい しゅんすけ）（1980年1月14日（45歳） - ）
  - 旧芸名：しゅん
  - ボケ担当。神奈川県出身、血液型はB型。身長173cm、体重71kg。髪型は丸刈りのような短髪。
  - 特技はアコースティックギター。イントロを聴けばすぐに曲名がわかるほどの、桑田佳祐とサザンオールスターズのファン。
  - 目標とする人物は高田純次。
  - 森三中の村上とは、小中学校の同級生である。
  - 解散後はピンで活動。2020年3月31日以降は「武井ドンゲバビー」名義で活動。
  - バッドボーイズ佐田正樹のYoutubeチャンネル「SATAbuilder's」の準レギュラーでもある。

- 大赤見展彦（おおあかみ のぶひこ）（1979年8月12日（45歳） - ）
  - 旧芸名：のぶ
  - ツッコミ担当。大阪府出身。血液型はAB型。身長167cm、体重60kg。髪型は相方と対照的に長め。
  - 趣味は買物、釣り。
  - 名場面を思い出して涙が出るというほどの、キン肉マンファン。
  - 目標とする人物は島田紳助。
  - 13歳の時から様々な霊体験をしているという[1]。そのため、心霊企画の番組に出演することもある。
  - むずむず脚症候群という症状を持つ。その苦しみを日本テレビ『ザ!世界仰天ニュース』で取り上げられた[2]。
  - 解散後、2018年8月に吉田一人（元フィットネス・元メンズカズト・元マッドドックス・元ザ・マルチ・元バンビライオン・元ジェットカンフル）とのコンビ「ナナフシギ」を結成。なお、このコンビ名はまだ仮であるという[3][4]。
  - 2021年以降、「大赤見ノヴ」名義で活動をする。

## 経歴
2000年4月に結成。のぶが学生時代に、しゅんと共通の知り合いを介して二人が出会い、結成に至る。
2013年12月31日を以って、それまで所属していたニュースタッフプロダクションを退社。その後、2014年4月1日から太田プロダクション所属となった。
神奈川県出身者と大阪府出身者による“東西コンビ”でもあり、言葉遣いにおいてものぶが大阪弁を使うのに対し、しゅんは東京寄りの言葉、神奈川弁で演じている。
2017年4月3日、武井俊祐が自身のブログでコンビを解散したことを発表。武井は引き続きピン芸人で活動し、大赤見は2018年に吉田一人（元マッドドックス）とのコンビで「ナナフシギ」を結成。

## 芸風
- 服装はのぶはラフな格好が多いのに対し、しゅんはアメリカの星条旗の模様のスーツで出演する。
- しゅんの自由奔放なボケ振りが特徴的で、勝手に演技を始めたり、「ダ〜メ〜」「ム〜ダ〜」「シ〜ネ〜」など、とぼけたようなセリフを発するなど、のぶのツッコミにも合わないような芸も多い。
- また、色々な所から「困るな〜」と思うネタを拾って演じるものも多くなっている。「困るな〜」と言ってネタを振るのはしゅんの方である。これのように、「アノあたりのぉ〜」といった感じで所々で語尾を伸ばすという独特の言い方も特徴となっている。
- 芸種は漫才だが、ネタの内容はしゅんに実際に起きた災難などの自虐ネタも多く、「なのにナゼ○○だ！」と言ってボケる。

## 出演

### テレビ
- 世界の果てまでイッテQ!（日本テレビ）しゅんのみ、不定期開催ミニコーナー「超田舎に泊まろう!」出演
- 爆笑オンエアバトル（NHK総合）戦績1勝7敗、最高437KB
- ゼベック・オンライン（TOKYO MX）
- Indies @ Go-Go（TOKYO MX）
- お台場湾岸テレビ（フジテレビ、2006年8月1日）
- 爆笑レッドカーペット（フジテレビ）キャッチコピーは「覚えてくれなきゃ困るな〜」
- 新春ゴールデンピンクカーペットSP（フジテレビ、2009年1月1日）キャッチコピーは「覚えてくれなきゃ困るな〜」
- エンタの神様（日本テレビ）キャッチコピーは「アノあたりのぉ〜 困り者」
- しょこ♥リータ（テレビ東京、2009年2月18日・3月18日）のぶのみ、「ホラリータ・ナイト」出演
- お笑いTV「ニコニコ笑い汁」（MONDO21）
- ゲームレコードGP（MONDO21）
- 深夜の星 ツカノマゲリラ（TBSテレビ）
- エンタの天使（日本テレビ、2010年3月24日（第15回））キャッチコピーは「一度聞いたら癖になる」。元々『エンタの神様』の番組中で収録されたもののうち、未放映だったものを放送。
- ナナクロ7（テレビ東京）
- おはスタ（テレビ東京、2013年9月2日）しゅんのみ、『ひなこ姫を起こせ!』出演
- バズリズム（日本テレビ、2015年4月 - 2017年4月1日）しゅんのみ
- 有吉ベース（フジテレビONE）
- ピエール瀧のしょんないTV（静岡朝日テレビ、2018年8月30日）大赤見のみ

### CM
- ポケモンカードゲーム 『湖の秘密』編